# Nordsjö
För andra betydelser, se Nordsjö (olika betydelser).
Nordsjö (finska: Vuosaari) är en stadsdel och ett distrikt i östra Helsingfors. Delområden inom distriktet är Mellersta Nordsjö, Nordsjö gård, Nybondas, Havsrastböle, Kallvik, Solvik, Rastböle, Bastö och Svarta backen. Helsingfors och huvudstadsregionen nya godshamn, Nordsjö hamn, togs i bruk i november 2008.  
Nordsjö är Helsingfors största stadsdel med en yta om drygt 15 km² och ca 35.000 invånare. År 1998 anslöts Nordsjö till metronätet. År 2008 fick Nordsjö hamn järnvägsförbindelse med en 19 km lång hamnbana (Nordsjö hamnbana), som ansluter till det finska järnvägsnätet i Savio i Kervo stad norr om Helsingfors. Också omfartsleden Ring III har fått en väganslutning till Nordsjö hamn.
Nordsjö har namn efter en herrgård med anor från 1600-talet, vars huvudbyggnad har i sin nuvarande form från 1897. Bosättning har funnits i Nordsjö sedan medeltiden. På uddarna Kallviksudden och Ramsöudden byggdes det sommarvillor i början av 1900-talet och området var lansdsbygdsbetonat och svenskspråkigt ända till 1930-talet då Saseka byggde en fabrik i Kallvik. Under fortsättningskriget och februaribombardemangen spelade Nordsjö en mycket viktig roll, då man tände stora eldar i Nordsjö för att simulera ett brinnande Helsingfors. Flera sovjetiska bombplan fällde sina bomber i Nordsjö i stället för i Helsingfors centrum tack vare manövern. 
Nordsjö by anslöts till Helsingfors stad 1966 från dåvarande Helsinge kommun (idag Vanda stad). Kort efter det började man bygga höghus och radhus i Mellersta Nordsjö. Lite senare uppstod Rastböle småhusområde. Sedan 1990-talet har det byggts flera nya bostadsområden i Nordsjö och stadsdelen hör till de snabbast växande i Helsingfors. Nya stadsdelar är Kallvik, Havsrastböle  och Solvik. Finlands på den tiden högsta bostadshus, Cirrus, på 26 våningar, färdigställdes i Nordsjö 2006 bredvid köpcentret Columbus.

## Bilder från Nordsjö

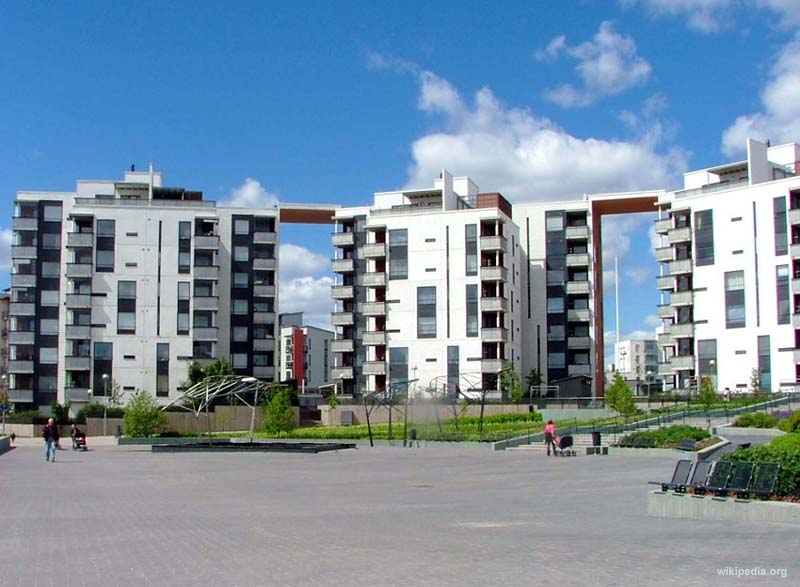
Höghus från tidigt 2000-tal i centrala Nordsjö
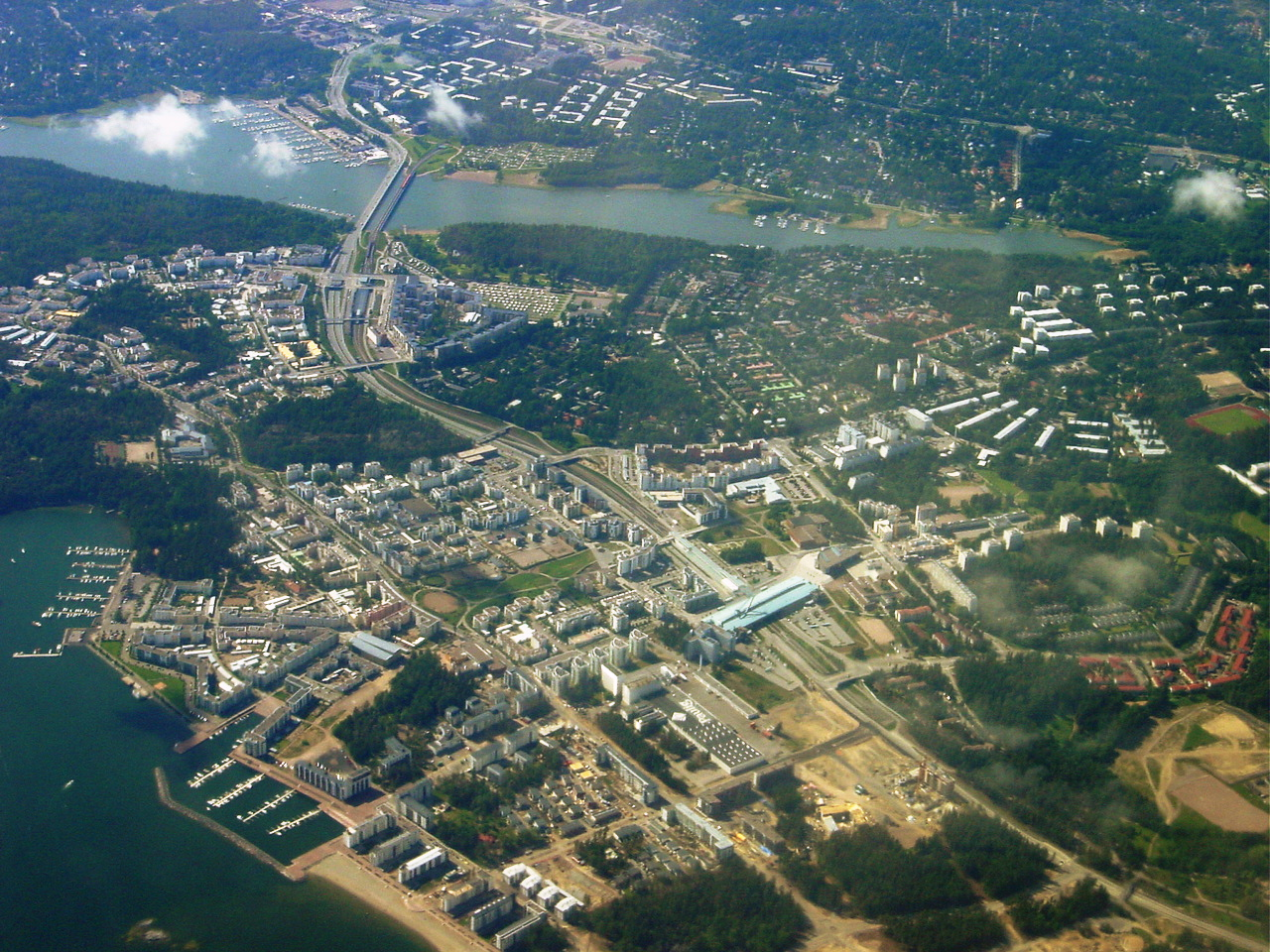
Nordsjö från luften
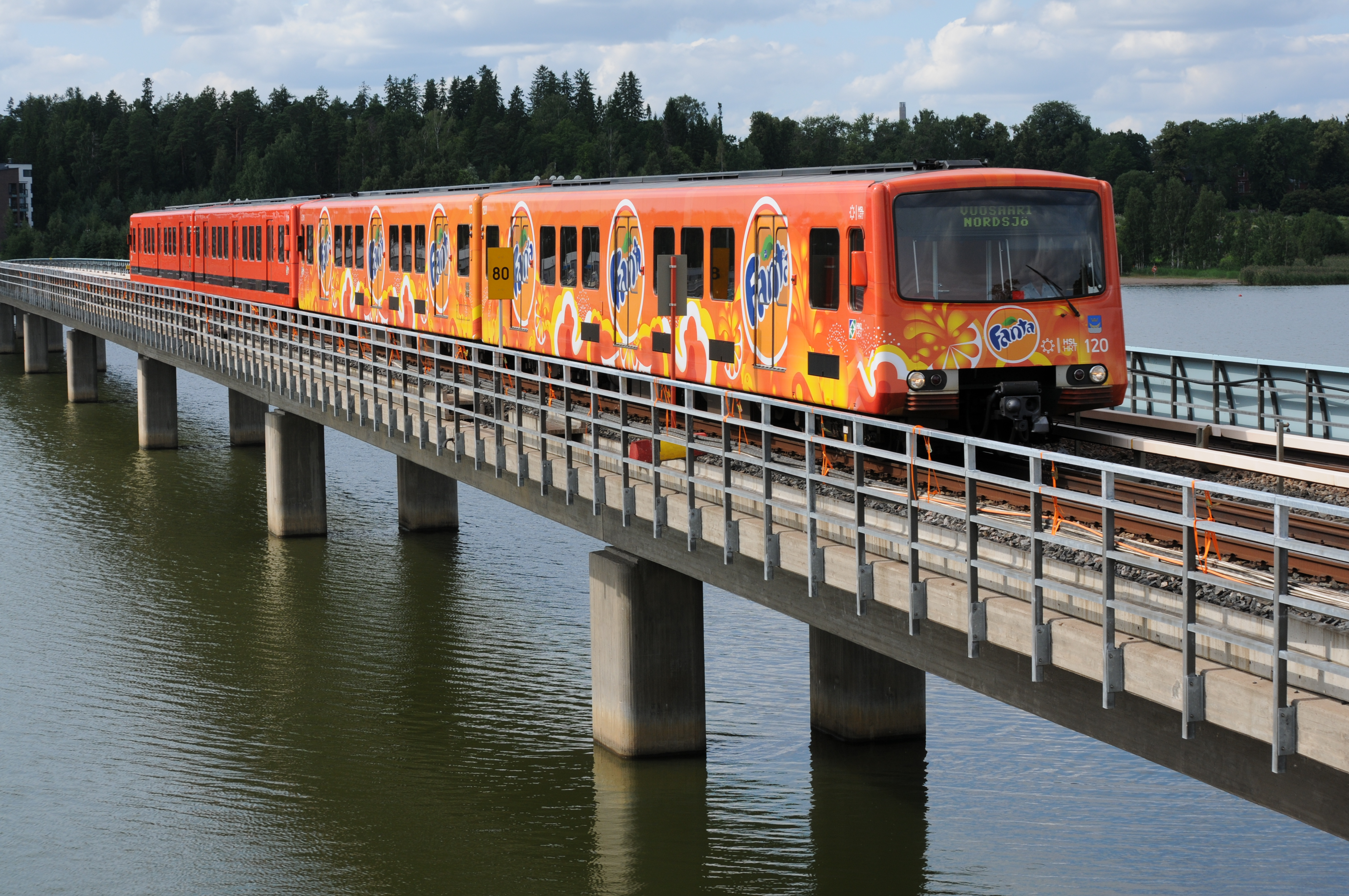
Metrotåg på Nordsjöbron
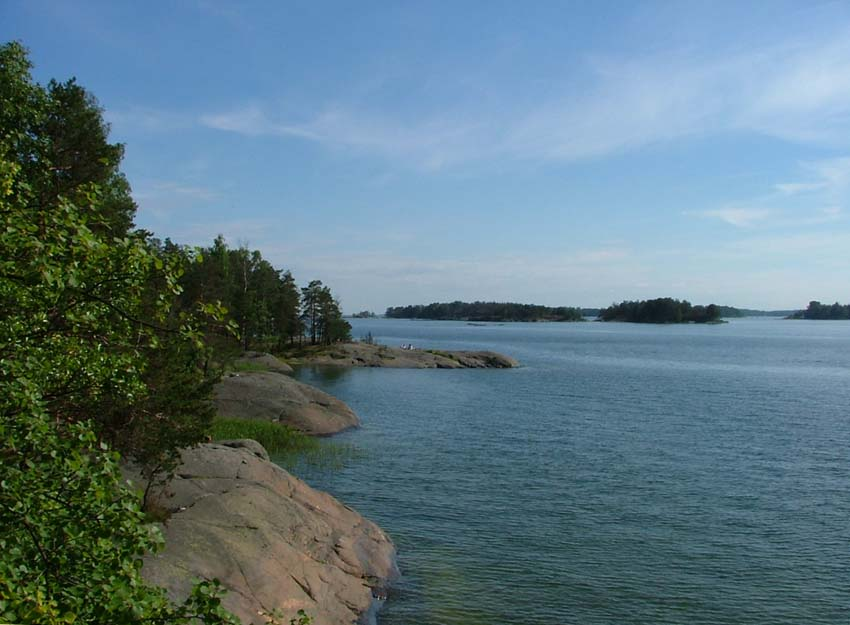
Strandklippor i Nybondas
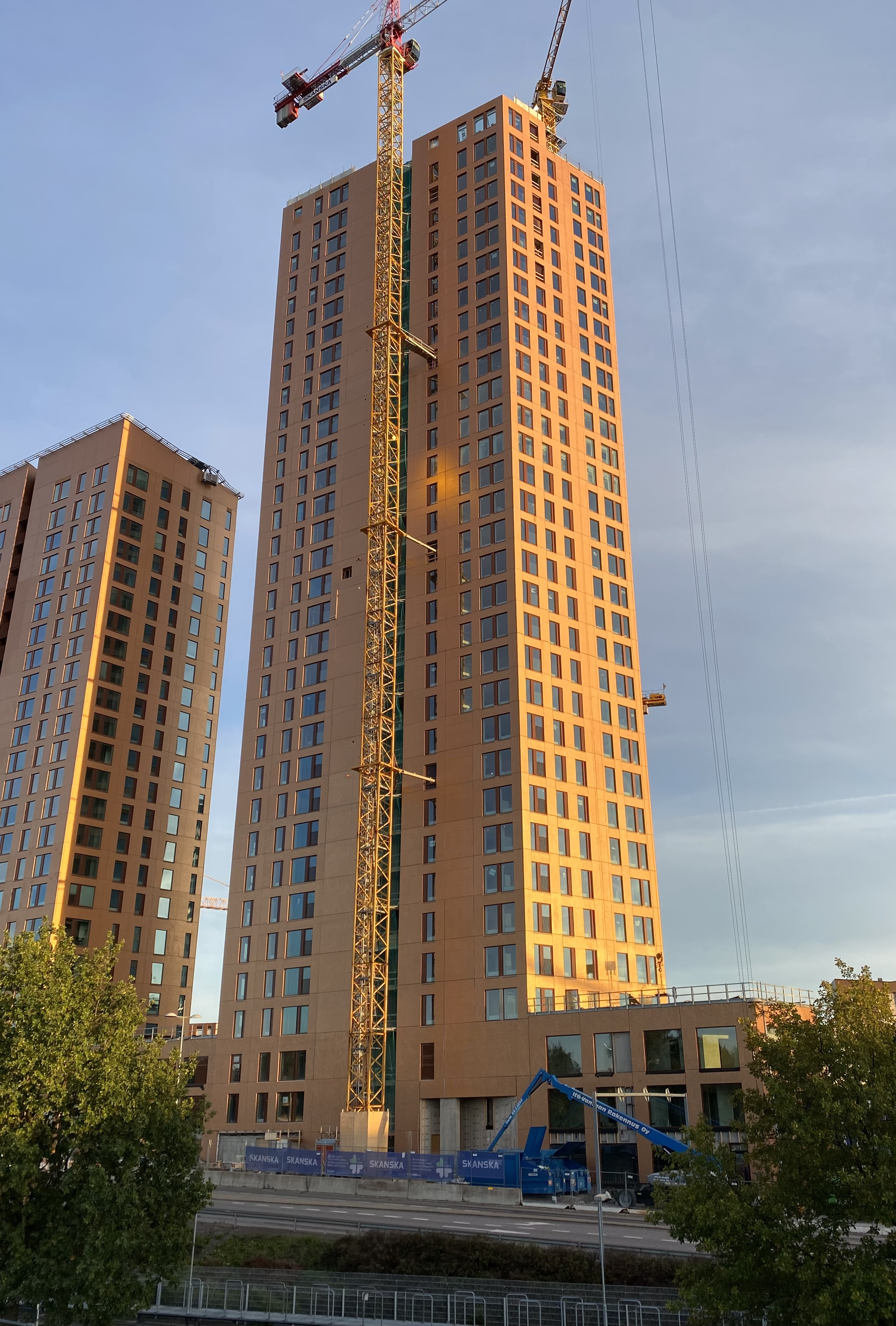
Atlas (114 m)